# Clematis hupehensis
Clematis hupehensis là một loài thực vật có hoa trong họ Mao lương. Loài này được Hemsl. & E.H.Wilson mô tả khoa học đầu tiên năm 1906.